# Песме из Јасеновца
Песме из Јасеновца студијски је албум традиционалних песама Срба из Западне Славоније.
На албуму се налазе српске народне песме из Јасеновца у а капела извођењу женске певачке групе из Београда под вођством певачице Смиље Котур, рођене у Јасеновцу 1928. године. Снимљен крајем 2015. године, у Смиљиној 87. години. Међу двадесет четири песама на албуму су оне које су се некада изводиле на свадбама, скуповима, у пољским радовима, љуштењу кукуруза или у колу. Смиља Котур је неговала различите вокалне облике традиционалних песама западне Славоније и Јасеновца: седељачке и песме на сватовски глас, шалај песме, бећарце, песме уз плетено коло и дрмеш и песме старог гласа, напеве је научила од мајке и старијих рођака.
Главни критеријум при избору песама за албум био је старина и аутентичност напева или песме. Здравко Крстановић и Славица Гароња бавили су се записима антологије усменог и писаног стваралаштва Срба из Хрватске, те су оне су биле од помоћи приликом рада на албуму.

## Листа песама
1. Јасеновац у четири реда
2. По ливади пала киша росуља
3. Иво коси зелену ливаду
4. Мој невене, шестопере
5. Ој, дјевојко, узвијојло
6. Коло мало, игра полагано
7. Ој, Јоване, Београђанине
8. Мајка ј' Мари косе плела
9. Мајка Мару не слушала
10. Ој, дјевојко што у коло нећеш
11. Цијеле ноћи ладовина
12. Јасеновац, мило село моје
13. Расти боље мој зелени боре
14. Свекрвице отварај капију
15. Вијало се перо пауново
16. Ој, редо, редо, јасењо
17. Ој, Савице тија водо ладна
18. Повенуло лишће борово
19. Ој, девојко знам да ти је тешко
20. Саво водо, поздрави ми драгог
21. Голубице бијеле, што си невесела
22. Висок пенџер, а ја цура мала
23. Ајде, жарко сунце, отпочини
24. Осу се небо звијездама